# Tajada

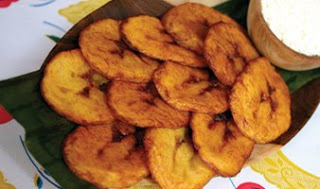
Tajada

La Tajada di platano maturo è un piatto tipico dei paesi caraibici e alcuni sudamericani, soprattutto di Venezuela, Colombia, Panama, Honduras e delle Antille. Il piatto consiste di plátano maturo tagliato a fette che si friggono nell'olio bollente. Possono essere consumate da sole o come accompagnamento ad altri piatti, talvolta hanno una spolverata di formaggio grattugiato.